# 津川インターチェンジ
津川インターチェンジ（つがわインターチェンジ）は、新潟県東蒲原郡阿賀町にある、磐越自動車道のインターチェンジ。
当ICを境に磐越自動車道の管轄はいわきジャンクション(JCT)方面が東北支社、新潟中央JCT方面が新潟支社の管轄となっている(津川ICは新潟支社の管轄)。

## 道路

### 本線
- E49 磐越自動車道（10番）

### 接続する道路
- 直接接続
  - 新潟県道89号津川インター線
- 間接接続
  - 国道49号
  - 国道459号

## 料金所
- ブース数：4

### 入口
- ブース数：2
  - ETC専用：1
  - 一般：1

### 出口
- ブース数：2
  - ETC専用：1
  - 一般：1

## 周辺
- 津川駅

## 津川バスストップ
料金所から200mほど東に設置されているロータリー式高速バス停。バス停名称は「津川インター前」。安田バスストップや西会津バスストップと違い、インター施設の敷地外。
もともと会津若松線は1997年（平成9年）の開設当初、旧・津川町を素通りしていたのだが、停車を望む声があったため、同町が1998年（平成10年）に駐車場と待合室ともども整備したもの。なお、バス停自体は新潟方面開通時より新潟方面のバス停が県道上に設置されていた。

### 停車路線
- 会津若松 - 新潟線（新潟方面は降車のみ、会津若松方面は乗車のみ）

## 隣
E49 磐越自動車道
(9) 西会津IC/PA - 上川PA - (10) 津川IC - (11) 三川IC